# علم تشاتانوغا (تينيسي)
تم اعتماد علم تشاتانوغا في عام 2012 وهو العلم الرسمي لمدينة تشاتانوغا الأمريكية بولاية تينيسي.

## التاريخ

### العلم السابق
كان العلم السابق المستخدم من عام 1923 إلى عام 2012 يحتوي على دائرة زرقاء بها نجمة خماسية بيضاء مع ورقتين من خشب القرانيا على حقل مستطيل من اللون الأحمر، مع شريط من الأبيض والأزرق أثناء الطيران.

### العلم الحالي
العلم الحالي، المعتمد في عام 2012، عبارة عن قبيلة أفقية خضراء - زرقاء - خضراء مع نسخة معدلة من ختم المدينة في الوسط. تمثل الخطوط الخضراء الجبال بينما يمثل الشريط الأزرق نهر تينيسي. تم اعتماد الختم في فبراير 1975، وصممه جورج ليتل.